# 251627 Joyceearl
251627 Joyceearl este un asteroid din centura principală de asteroizi.

## Descriere
251627 Joyceearl este un asteroid din centura principală de asteroizi. A fost descoperit pe 2 mai 2010 în Statele Unite, în cadrul programului WISE. Asteroidul prezintă o orbită caracterizată de o semiaxă mare de 3,13 ua, o excentricitate de 0,21 și o înclinație de 22,6° în raport cu ecliptica.